# Doğaç Yıldız
Doğaç Yıldız (ur. 16 września 1991 w Stambule) – aktor turecki.
W latach 2016–2017 grał w drugim sezonie popularnej tureckiej serii Wspaniałe stulecie: Sułtanka Kösem, gdzie grał księcia Kasyma. Od 2018 gra Metina w popularnym serialu tureckim Wróg w gnieździe (tur. Yuvamdaki Düşman).

## Seriale telewizyjne
| Lata      | Serial                                        | Rola         |
| --------- | --------------------------------------------- | ------------ |
| 2018      | Wróg w gnieździe (tur. Yuvamdaki Düşman)      | Metin        |
| 2016-2017 | Wspaniałe stulecie: Sułtanka Kösem - Murat IV | książę Kasym |
| 2015-2016 | Jaszczurka (tur. Kertenkele)                  | Cüneyt       |
| 2008      | Noc i dzień (tur. Gece Gündüz)                | Şener        |
| 2008      | Niestety wciąż (tur. Eyvah Halam)             | Tibet        |
| 2006      | Dwie rodziny (tur. İki Aile)                  | Efe Soydan   |
| 2002      | Świat tajemnic (tur. Sırlar Dünyası)          | –            |
| 2001      | Słodkie życie (tur. Tatlı Hayat)              | Semih        |
| 2001      | Bandyta za miłość (tur. Aşkına Eşkıya)        | Miço         |

## Filmy
| Rok produkcji | Tytuł                                                  | Rola  |
| ------------- | ------------------------------------------------------ | ----- |
| 2017          | Śnieg (tur. Kar)                                       | Bekir |
| 2013          | Miłość Suzan (tur. Aşk-ı Suzan)                        | Yasef |
| 1998          | Mój tata ukradł złodziei (tur. Babamı Hırsızlar Çaldı) | –     |